# Comité de libération du cinéma français
Le Comité de libération du cinéma français (CLCF) est une organisation de cinéastes français créée en 1943. Les membres les plus connus sont Jacques Becker, Pierre Blanchar, Louis Daquin, Jean Painlevé et Jean-Paul Le Chanois - mais aussi Jean Grémillon et Louis Page.

## Historique

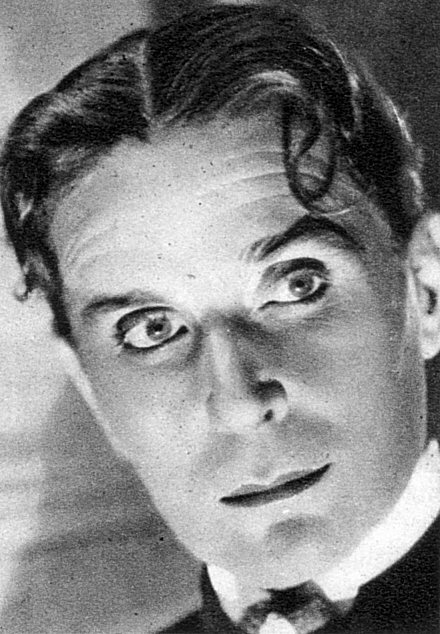
Pierre Blanchar, président du CLCF en septembre 1944

Les membres de cette organisation réalisent des projets pour le cinéma français d'après-guerre. Durant l'occupation de la France par l'Allemagne pendant la Seconde Guerre mondiale, ils ont réalisé des films sur le maquis, comme celui montrant un camp de maquis dans le Vercors. 
Lors de l'insurrection de Paris, ils tournent le documentaire Journal de la résistance : la Libération de Paris (réalisé par André Zwobada). Des extraits de ce film ont été utilisés dans le film d'actualités France Libre Actualités. Le 19 août 1944, les membres CLCF, bientôt présidé par l'acteur Pierre Blanchar, occupent les locaux du comité d'organisation du cinéma de 'industrie cinématographique.
Le groupe a également créé sa propre revue de cinéma clandestin, dénommée L'Écran français, en 1943. Après la guerre, la publication est devenue un lieu où les critiques de cinéma pouvaient débattre entre eux, comme l'emblématique dispute sur Citizen Kane entre André Bazin et Jean-Paul Sartre. La publication s'est achevée en 1953.